# KDDI
KDDI Corporation (яп. KDDI株式会社 кэйди:ди:ай кабусики гайся) — японская телекоммуникационная компания, оператор мобильной связи под брендом au. Современное название корпорации представляет собой синтез аббревиатур от романизированных названий вошедших в неё компаний: Daini Denden Inc. (DDI (Kyocera)), Kokusai Denshin Denwa Corp. (KDD) и Nippon Idou Tsuushin (IDO Corp. (Toyota)).

## История
Компания была создана в 2000 году путём слияния DDI Corp., KDD Corp. и IDO Corp.